# Kerncentrale Forsmark
Kerncentrale Forsmark in Forsmark heeft 3 kokendwaterreactoren en is een van de grootste kernenergiecentrales van Zweden gelegen in de provincie Uppsala län.

## Beschrijving
In Zweden is ruim 40% van de elektriciteitsproductie afkomstig van kernenergie.
De Kerncentrale Forsmark produceert jaarlijks ongeveer 20 à 25 terawattuur aan elektriciteit en dekt hiermee ongeveer een zesde van de totale Zweedse elektriciteitsbehoefte. Met de bouw werd in 1971 gestart en tussen 1980 en 1985 kwamen de drie kokendwaterreactoren van de centrale in bedrijf. De productiecapaciteit bedraagt 3140 MW en bij de centrale werken ongeveer 1050 mensen. Vattenfall heeft een belang van 66% in de centrale, Fortums dochter Mellansvensk Kraftgrupp heeft een belang van 25,5% en de Zweedse dochter van E.ON de laatste 8,5%.
| Reactorblok  | Reactortype        | Vermogen | Productie (2020) | In bedrijf |
| ------------ | ------------------ | -------- | ---------------- | ---------- |
| Forsmark - 1 | kokendwaterreactor | 990 MWe  | 6400 GWh         | 1980       |
| Forsmark - 2 | kokendwaterreactor | 865 MWe  | 7500 GWh         | 1981       |
| Forsmark - 3 | kokendwaterreactor | 1172 MWe | 8800 GWh         | 1985       |

In 2020 was de oudste reactor 40 jaar en in deze vier decennia had de centrale in totaal 859 TWh aan elektriciteit geleverd.

## Milieu

### Kernramp van Tsjernobyl
Op 27 april 1986 namen sensoren in de kerncentrale een verhoogde hoeveelheid radioactiviteit waar. Deze verhoogde hoeveelheid radioactiviteit was een gevolg van de kernramp van Tsjernobyl. Forsmark was de eerste plaats buiten de Sovjet-Unie waar een verhoogde radioactiviteit die het gevolg was van deze ramp werd waargenomen. Eerst dacht men dat de verhoogde hoeveelheid radioactiviteit veroorzaakt werd door de kerncentrale zelf, maar later kwam men erachter dat deze in de atmosfeer zat.

### Forsmark incident 2006
Op 25 juli 2006 vond er in deze centrale een incident plaats van niveau 2 op de INES-schaal. Het betrof een incident met de noodstroomvoorziening van reactor Forsmark 1. De andere twee reactoren waren hier niet bij betrokken.

## Radioactief afval
Op het terrein van Forsmark bevindt zich ook SFR Forsmark (Zweeds: Slutförvar För Radioaktivt avfall), een ondergrondse opslag voor radioactief afval, die in de toekomst zal worden uitgebreid.